# Your Love Is a Lie
Your Love Is a Lie — второй официальный сингл рок-группы Simple Plan с одноименного альбома, выпущенный 30 апреля 2008 года. На данный момент является единственной песней группы, которая содержит ненормативную лексику (в песне You Suck at Love мат подвергся цензуре).

## Список композиций

### Австралийский CD сингл
1. "Your Love Is a Lie" (Explicit Album Version)
2. "Time to Say Goodbye" (Live in Germany)
3. "Your Love Is a Lie" (Live in New York City)[1]

## Чарт
| Чарт (2008)                                   | Макс позиция |
| --------------------------------------------- | ------------ |
| Australian Singles Chart                      | 33           |
| Canadian Hot 100                              | 16           |
| UK Singles Chart                              | 63           |
| Dutch Top 40                                  | 17           |
| U.S. Billboard Bubbling Under Hot 100 Singles | 8            |
| U.S. Billboard Pop 100                        | 53           |